# Майкл Райс
Майкл Райс (нар. 25 жовтня 1997) — англійський співак, що представляв Велику Британію на Пісенному конкурсі Євробачення 2019 в Тель-Авіві, Ізраїль з піснею «Bigger than Us», де посів останнє 26-те місце. До цього Райс виграв першу серію співочого конкурсу BBC One All Together Now у 2018 році, а також з'явився в одинадцятій серії The X Factor у 2014 році.

## Участь у Євробаченні

### Відбір Eurovision: You Decide
Суспільний мовник Великої Британії BBC обрав три пісні, кожна з яких була виконана у двох різних версіях двома різними виконавцями:
- «Sweet Lies» у виконанні Керрі-Енн та Аніси;
- «Freaks» у виконанні Джордана Кларка й MAID;
- «Bigger Than Us» у виконанні Голлі Тенді та Майкла Райса.

Судді відібрали трьох фіналістів відбору: Керрі-Енн, Джордана Кларка та Майкла Райса. Право визначити представника Великої Британії на конкурсі 2019 року отримали глядачі шляхом телефонного та онлайн-голосування. Представником країни на Євробаченні був обраний Майкл Райс з піснею «Bigger Than Us».

### Євробачення
18 травня 2019 відбувся фінал Євробачення 2019, у якому Велика Британія є країною-автофіналісткою. Майкл Райс виступив 16-м у фіналі конкурсу. У висновку співак посів 26-те (останнє) місце, отримавши 8 балів від журі та 3 бали для глядачів.

## Дискографія

### Сингли
| Назва | Рік  | Позиція в чартах | Позиція в чартах | Позиція в чартах | Альбом        |
| Назва | Рік  | UK SDC           | SSAC             | SVE              | Альбом        |
| --- | ---- | ---------------- | ---------------- | ---------------- | ------------- |
| «I Won't Stumble Back»(Maison & Dragen feat. Michael Rice)                                                | 2016 | —                | —                | —                | Поза альбомом |
| «Lady» | 2017 | —                | —                | —                | Поза альбомом |
| «Bruised»(Power Of Muzik feat. Michael Rice, Asher Knight, Luena Martinez, Ben Ofoedu & Angels N Bandits) | 2018 | —                | —                | —                | Поза альбомом |
| «Bigger than Us»                                                                                          | 2019 | 27               | 35               | 8                | Поза альбомом |
| «Somebody»                                                                                                | 2019 | —                | —                | —                | Поза альбомом |
| «Think of Me»                                                                                             | 2020 | —                | —                | —                | Поза альбомом |
| «Breaking Free»                                                                                           | 2020 | —                | —                | —                | Поза альбомом |